# 北陸大学フットボールパーク
北陸大学フットボールパーク（ほくりくだいがくフットボールパーク）は、石川県金沢市の北陸大学太陽が丘キャンパス内である。

## 沿革
- 2007年（平成19年） - フットボールパークが完成[1][2][3]。
- 2008年（平成20年）
  - フットボールパーククラブハウスが完成[1][2][4]。
  - JFAロングパイル人工芝公認施設[5][6][7]。
- 2023年（令和5年）8月31日 - 全国大会予選ラウンド・ゴールドランク大会「4v4 Now Do×テレビ金沢」にサッカー元日本代表・本田圭佑が来場した[8]。

## 施設概要
- 人工芝グラウンド：105m×68m（2面）[9]
- 面積：24,000m²
- 照明：8基
- テラス観覧席
- ロッカールーム
- ミーティングルーム
- シャワールーム
- 収容人員：300人

## アクセス

### 自動車
- 金沢外環状道路山側幹線（金沢東部環状道路、通称・山側環状）田上町交差点から約10分

### 鉄道
- JR金沢駅から北鉄バス北陸大学線「太陽が丘北陸大学通り」バス停下車徒歩約6分[10][11]
- JR金沢駅から北鉄バス湯涌線「北陸大学太陽が丘」バス停下車徒歩約10分